# Stefan Myczkowski
Stefan Myczkowski (ur. 14 lipca 1923 w Jankowicach, zm. 2 czerwca 1977) – profesor botaniki leśnej i ekologii lasu na Wydziale Leśnym Akademii Rolniczej w Krakowie oraz w Zakładzie Ochrony Przyrody Polskiej Akademii Nauk, wicedyrektor Instytutu Hodowli Lasu Akademii Rolniczej w Krakowie, przewodniczący Wojewódzkiego Komitetu Ochrony Przyrody, wiceprzewodniczący Komitetu Nauk Leśnych PAN i Ośrodka Dokumentacji Fizjograficznej w Krakowie. 

## Życiorys
Naukę szkolną rozpoczął w gimnazjum we Lwowie, ale go nie ukończył ponieważ we wrześniu 1939 rozpoczęła się wojna z Niemcami. W okresie okupacji niemieckiej pracował jako magazynier w Jankowicach i odbywał praktykę leśną w nadleśnictwie Kańczuga. Aktywnie uczestniczył w ruchu oporu jako żołnierz Armii Krajowej. 5 maja 1944 Stefan Myczkowski, jego ojciec oraz bracia Jan i Adam zostali aresztowani przez gestapo. Od połowy lipca do 30 września 1944 był przetrzymywany w więzieniu gestapo przy ul. Montelupich w Krakowie. Został osądzony przez niemiecki sąd doraźny i skazany na karę śmierci, którą zamieniono na pobyt w obozie koncentracyjnym. 1 października 1944 został przyjęty do niemieckiego obozu koncentracyjnego Flossenbürg. W obozie miał numer 27629. Następnie został przewieziony do komanda w miejscowości Lengenfeld w Saksonii. Został uwolniony przez wojska alianckie w maju 1945. Do domu powrócił w połowie 1945.
W 1946 uzyskał maturę w I Liceum Ogólnokształcące im. Mikołaja Kopernika w Jarosławiu. Rozpoczął studia na Wydziale Rolniczo-Leśniczym Uniwersytetu Jagiellońskiego w Krakowie.  Uzyskał dyplom inżyniera leśnictwa i magistra nauk agrotechnicznych w 1952. Po studiach otrzymał pracę w Zakładzie Ochrony Przyrody Polskiej Akademii Nauk (PAN) i został skierowany do Zakopanego na Tatrzańską Stację naukową jako asystent. W 1954 wrócił do Krakowa i w dziale ochrony roślin Zakładu Ochrony Przyrody PAN rozpoczął pracę doktorską na temat „Ochrona i przebudowa lasów Beskidu Małego”. Stopień naukowy doktora nauk przyrodniczych otrzymał w 1959. W 1956 oprócz pracy w Zakładzie Ochrony Przyrody PAN objął na pół etatu stanowisko kierownika Pracowni Ekologii Lasu w Zakładzie Badań Leśnych PAN w Krakowie. W 1965 złożył rozprawę habilitacyjną z botaniki leśnej „Struktura i ekologia zespołu świerka Piceetum tatricum u górnej granicy lasu w Tatrzańskim Parku Narodowym w dolinach Stawów Gąsienicowych i Pańszczycy”. Na podstawie tej pracy Rada Wydziału Leśnego Szkoły Głównej Gospodarstwa Wiejskiego w Warszawie nadała mu stopień docenta nauk leśnych. W 1967 przeszedł do Wyższej Szkoły Rolniczej w Krakowie na Wydział Leśny i objął stanowisko kierownika Katedry, a po reorganizacji kierownika Zespołu Botaniki Leśnej i Ochrony Przyrody Instytutu Hodowli Lasu. W 1972 otrzymał od Rady Państwa tytuł profesora nadzwyczajnego.
W działalności naukowej koncentrował się na ekologii lasów karpackich oraz fitosocjologii leśnej i problematyce ochrony przyrody, której był także propagatorem. Kierował pracami zespołowymi badającymi zagrożenia ekosystemów leśnych Puszczy Niepołomickiej. W czerwcu 1975 Fundacja im. J.W. Goethego w Bazylei przyznała mu „Nagrodę Europy”. Nagrodę wręczono w Zamku Mainau w kwietniu 1976. Był laureatem nagrody „Problemów” i Nagrody Naukowej im Włodzimierza Pietrzaka.
Zmarł tragicznie 2 czerwca 1977 w wypadku drogowym koło Krynicy. Został pochowany na cmentarzu Rakowickim w Krakowie (kwatera: XXXV, rząd: 12 miejsce: 6).
Od 2001 przyznawana jest przez Klub Publicystów Ochrony Środowiska EKOS i Stowarzyszenie Dziennikarzy Polskich nagroda im. Stefana Myczkowskiego za zasługi w dziedzinie propagowania ochrony środowiska.

## Życie prywatne
W 1952 zawarł związek małżeński z Agnieszką Lubowiecką. W 1955 urodził się ich syn Zbigniew, architekt, profesor doktor habilitowany nauk technicznych, specjalista w zakresie architektury krajobrazu, teorii architektury i urbanistyki.
Jego bratem był Jan Myczkowski, profesor fizjologii roślin na Wydziale Ogrodniczym Akademii Rolniczej w Krakowie.

## Wybrane publikacje
- Zielona szata ziemi
- Nasze lasy górskie. Z zagadnień ochrony przyrody (1969)
- Zarys fitosocjologii leśnej Polski  (1970)
- Rezerwaty przyrody  (1975)
- Człowiek-przyroda-cywilizacja: kształtowanie zasobów przyrody oraz ochrona biosfery  (Warszawa 1976)

## Odznaczenia i nagrody[4]
- Srebrny Krzyż Zasługi
- Złoty Krzyż Zasługi
- Odznaka 1000-lecia Państwa Polskiego
- „Nagroda Europy” Fundacji im. J.W. Goethego w Bazylei
- Nagroda im. Włodzimierza Pietrzaka
- Złota Odznaka za Zasługi dla Ziemi Krakowskiej
- Złota Odznaka Zasłużonego Popularyzatora Wiedzy
- Nagroda „Problemów”[3]

## Upamiętnienie
W Krakowie upamiętniono Stefana Myczkowskiego nazywając jego imieniem ulicę. 